# U.S. Men's Clay Court Championships 2011
U.S. Men's Clay Court Championships 2011 — тенісний турнір, що проходив на ґрунтових кортах у місті Х'юстон, США з 4 квітня . Належав до категорії ATP World Tour 250.

## Фінальна частина

### Одиночний розряд
Раян Світінг —  Нісікорі Кей 6–4, 7–6(7–3)

### Парний розряд
Боб Браян /  Майк Браян —  Джон Ізнер /  Сем Кверрі 6–7(4–7), 6–2, [10–5]